# Kazimierz Błaszczyński (aktor)
Kazimierz Błaszczyński (ur. 3 marca 1920 w Warszawie, zm. 16 maja 1989 w Elblągu) – polski aktor teatralny i filmowy.

## Życiorys
Po zakończeniu II wojny światowej przeniósł się do Olsztyna, gdzie w występował najpierw w amatorskim Teatrze Młodych im. Michała Kajki (1946-1947), a następnie do 1955 w Teatrze im. Stefana Jaracza (z krótką przerwą na sezon 1952/1953, kiedy to był członkiem zespołu gdańskiego Teatru Wybrzeże). W 1952 roku zdał eksternistyczny egzamin aktorski w Państwowej Wyższej Szkole Teatralnej w Warszawie. W kolejny latach grał w Teatrze im. Aleksandra Węgierki w Białymstoku (1955), Teatrach Dolnośląskich w Jeleniej Górze (1955-1960), Teatrze Rozmaitości we Wrocławiu (1959) oraz Bałtyckim Teatrze Dramatycznym w Koszalinie (1960-1961). Następnie powrócił do Olsztyna, gdzie w latach 1962-1967 ponownie występował w Teatrze im. Stefana Jaracza. Kolejne lata spędził na scenach: Teatru Polskiego w Bydgoszczy (1967-1969), Teatrów Dolnośląskich w Jeleniej Górze (1969-1972) oraz Teatru Ziemi Gdańskiej (Dramatycznego) w Gdyni (1972-1981). W 1981 roku przeszedł na emeryturę, występując jednak nadal sporadycznie na scenach teatru w Gdyni (1981-1987) oraz Teatru Dramatycznego w Elblągu (1978-1989). Wystąpił również w trzynastu audycjach Teatru Polskiego Radia (1969-1981) oraz jednym spektaklu Teatru Telewizji (1968).
Został pochowany na Cmentarzu Łostowickim w Gdańsku.

### Odznaczenia i nagrody
- Brązowy Krzyż Zasługi (1947)
- Złoty Krzyż Zasługi (1972)
- Odznaka „Za Zasługi dla Ziemi Gdańskiej” (1982)

## Filmografia[2]
- Spotkania w mroku (1960) - urzędnik Arbeitsamtu, przyjmujący pieniądze od bauerów "kupujących" robotników
- Wilczy bilet (1964) - nauczyciel
- Stawka większa niż życie (1967-1968) - dwie role:
  - oficer dyżurny w ministerstwie (odc. 7)
  - oficer meldujący na poligonie o udanej próbie (odc. 8)
- Ile jest życia (1974) - gospodarz (odc. 4)
- A jeśli będzie jesień (1976)
- Struny (1977)
- Wizja lokalna 1901 (1980)